# Космос-544
Космос-544 је један од преко 2400 совјетских вјештачких сателита лансираних у оквиру програма Космос.
Космос-544 је лансиран са космодрома Плесецк, СССР, 20. јануара 1973. Ракета-носач Р-14 Чусоваја (рус. Чусовая) (8К65, НАТО ознака SS-5 Skean) са додатим степеном је поставила сателит у орбиту око планете Земље. Маса сателита при лансирању је износила 750 килограма. Космос-544 је био сателит намијењен за електронско извиђање, јављање и навођење.